# Nova Halechtchyna
Nova Halechtchyna (ukrainien : Нова Галещина, russe : Новая Галещина) est une commune urbaine de l'oblast de Poltava, en Ukraine. Elle compte 2 144 habitants en 2021.